# Ingeniería técnica industrial
La titulación de Ingeniería Técnica Industrial en España hace referencia a un título universitario de entre 3 a 5 años académicos (según el plan de estudio sea para una ingeniería técnica de 3 años o superior de duración de 5 años). Hasta la Reforma Universitaria de Bolonia, las especialidades académicas que ofrecía esta ingeniería eran:
- Mecánica
- Electrónica Industrial
- Electricidad
- Química Industrial
- Textil

Con la reforma, se crearon los Grados de 4 años académicos.

## Atribuciones profesionales de los Ingenieros Técnicos Industriales
Las atribuciones profesionales de los Ingenieros Técnicos Industriales fueron reguladas por la Ley 12/1986 de 1 de abril. En su Artículo Primero, dice que los ingenieros técnicos
"... tendrán plenitud de facultades y atribuciones en el ejercicio de su profesión dentro del ámbito de su respectiva especialidad técnica ...".
Además, los Ingenieros Técnicos Industriales heredan las atribuciones profesionales de los antiguos peritos industriales, Art. 1º del Real Decreto-Ley 37/1977, de 13 de junio, sobre las Atribuciones de los Peritos Industriales.
Las atribuciones profesionales en función de la Especialidad se rige por lo declarado en la Sentencia del Tribunal Supremo de 9 de julio de 2002. Esta sentencia viene a cambiar la línea jurisprudencial que venía aplicándose hasta ese momento y establece lo siguiente:
"Los Ingenieros Técnicos Industriales tienen ilimitadas atribuciones profesionales dentro de su especialidad y limitadas en el resto de especialidades con las limitaciones cuantitativas que se reflejaban en el Art. 1º del Real Decreto-Ley 37/1977, de 13 de junio, sobre las Atribuciones de los Peritos Industriales".
Por tanto; los Ingenieros Técnicos Industriales tienen atribuciones plenas e ilimitadas dentro de su especialidad, y parcialmente limitadas en las demás especialidades industriales. Estas limitaciones en las otras especialidades industriales son: industrias o instalaciones mecánicas, químicas o eléctricas cuya potencia no exceda de 250 CV, la tensión de 15.000 V y su plantilla de cien personas, excluidos administrativos, subalternos y directivos. El límite de tensión será de 66.000 V cuando las instalaciones se refieran a líneas de distribución y subestaciones de energía eléctrica.

Especialidades de los Ingenieros Técnicos Industriales:
A los efectos previstos en esta Ley 12/1986, se considera como especialidad cada una de las enumeradas en el Decreto 148/1969 de 13 de febrero:
a) Especialidad: Mecánica. La relativa a fabricación y ensayo de máquinas, la ejecución de estructuras y construcciones industriales, sus montajes, instalaciones y utilización, así como a procesos metalúrgicos y su utilización.
b) Especialidad: Eléctrica. La relativa a la fabricación y ensayo de máquinas eléctricas, centrales eléctricas, líneas de transporte y redes de distribución, dispositivos de automatismo, mando, regulación y control electromagnético y electrónico, para sus aplicaciones industriales, así con los montajes, instalaciones y utilización respectivos.
c) Especialidad: Química industrial. La relativa a las instalaciones y procesos químicos y a su montaje y utilización.
d) Especialidad: Textil. La relativa a instalaciones y procesos de industria textil, su montaje y utilización.
Con posterioridad, se derogó el Decreto 148/1969, y en el catálogo de títulos figuran los títulos académicos de la familia de la Ingeniería Técnica Industrial, que son los siguientes:
1- Ingeniero Técnico Industrial en Electricidad
2- Ingeniero Técnico Industrial en Electrónica Industrial
3- Ingeniero Técnico Industrial en Mecánica
4- Ingeniero Técnico Industrial en Química Industrial
5- Ingeniero Técnico Industrial en Textil
Y con posterioridad, en el año 2004 y por mandato estatutario, a dichas titulaciones se les sumó, con determinadas limitaciones, la titulación académica de:
6- Ingeniero Técnico en Diseño Industrial

Atribuciones generales:
En el Artículo Segundo de la Ley 12/1986, dice que las atribuciones profesionales de los Ingenieros Técnicos son las siguientes:
a) La redacción y firma de proyectos que tengan por objeto la construcción, reforma, reparación, conservación, demolición, fabricación, instalación, montaje o explotación de bienes muebles o inmuebles, en sus respectivos casos, tanto con carácter principal como accesorio, siempre que queden comprendidos por su naturaleza y características en la técnica propia de cada titulación. 
b) La dirección de las actividades objeto de los proyectos a que se refiere el apartado anterior, incluso cuando los proyectos hubieren sido elaborados por un tercero. 
c) La realización de mediciones, cálculos, valoraciones, tasaciones, peritaciones, estudios, informes de labores y otros trabajos análogos. 
d) El ejercicio de la docencia en sus diversos grados en los casos y términos previstos en la normativa correspondiente y, en particular, conforme a lo dispuesto en la Ley Orgánica 11/1983, de 25 de agosto, de Reforma Universitaria. 
e) La dirección de toda clase de industrias o explotaciones y el ejercicio, en general respecto de ellas, de las actividades a que se refieren los apartados anteriores.

Otras atribuciones:
Existe una extensa gama de Normativas Técnico-Legales derivadas de la Ley 21/1992 de Industria, en materia de calidad, medio ambiente y seguridad industrial, cuyos contenidos en cualquiera de las fases de diseño, proyección, ejecución, puesta en marcha o mantenimiento descansan en las atribuciones de los Ingenieros Técnicos Industriales.

Atribuciones en edificación:
Las atribuciones de los Ingenieros Técnicos Industriales en la edificación y construcción de edificios, se rigen por la Ley de Ordenación de la Edificación, Ley 38/1999 de 5 de noviembre.
La L.O.E. establece tres grupos de edificios:
a) Administrativo, sanitario, religioso, residencial, docente y cultural.
b) Aeronáutico, agropecuario, de la energía, de la hidráulica, minero, de telecomunicaciones, del transporte terrestre, marítimo, fluvial y aéreo, forestal, industrial, naval, de saneamiento e higiene y accesorio a las obras de ingeniería y su explotación.
c)Todas las demás edificaciones cuyos usos no estén relacionados con los grupos anteriores.

El grupo a) únicamente habilita a los Arquitectos. En el grupo b) habilita a los Ingenieros Técnicos, Ingenieros y Arquitectos. En el grupo c) habilita a los Ingenieros Técnicos, Ingenieros, Arquitectos y Arquitectos Técnicos.
Según la LOE, los facultativos en las distintas funciones de una edificación, que habilita a los Ingenieros Técnicos Industriales, son:
1) Proyectista de Obra, en los grupos b y c.
2) Director de Obra, en los grupos b y c.
3) Director de Ejecución de la Obra, en los grupos b) y c), siempre y cuando el director de obra en el grupo b) no sea un Arquitecto (en este caso, el facultativo sería el Arquitecto Técnico).
Un concepto que la Ley establece categóricamente es que el proyecto se completará necesariamente mediante proyectos parciales sobre las instalaciones del edificio, debiendo mantenerse la debida coordinación entre los respectivos autores, asumiendo cada uno la titularidad de su proyecto.
Concluyendo:
1) Los Ingenieros Técnicos Industriales están plenamente autorizados para realizar Proyectos de edificación de los Grupos b) y c).
2) Además al margen de la LOE; están plenamente autorizados a realizar Proyectos técnicos complementarios de todos los grupos(a, b, y c) para los cuales están habilitados actualmente (como los proyectos de electricidad, calefacción, fontanería, aparatos elevadores, etc., cuya intervención establecen, por ejemplo, en el R.E.B.T., el R.I.T.E., la NBE-CPI, la NBE-CA, etc.).

## ¿Qué hace un Ingeniero Técnico Industrial?
Los distintos tipos de trabajos u ocupaciones profesionales que realizan los Ingenieros Técnicos Industriales, es muy amplia y diversa. De ninguna forma puede concretarse un listado de todos los trabajos o áreas de trabajo, que estos profesionales realizan o están facultados para realizar como técnicos competentes en la materia. A título orientativo citamos algunas áreas, trabajos u ocupaciones que realizan estos profesionales de la ingeniería:
- Agua, gas y electricidad.

- Equipos a presión, aire comprimido e instalaciones frigoríficas.

- Construcción de industrias.

- Redes e infraestructuras de comunicación y domótica.

- Operadores Reactor-Turbina en Centrales Nucleares.

- Mantenimiento industrial.

- Automóviles, aparatos de elevación y manutención.

- Centrales eléctricas, subestaciones y CC.TT.

- Generación, transporte y transformación energética.

- Investigadores en I+D+i.

- Iluminación y alumbrado público o privado.

- Instalaciones para baja tensión.

- Coordinación de seguridad y salud (CSS) en edificación-construcción.

- Diseño de estructuras mecánicas.

- Instalaciones térmicas en los edificios.

- Diseño de nuevos productos de consumo o electrodomésticos.

- Salubridad.

- Control de ruido.

- Automatización de procesos industriales.

- Docencia.

- Certificados de Conformidad CE.

- Construcción de naves industriales.

- Desarrollo de producto.

- Diseño de maquinaria.

- Policía de espectáculos y actividades recreativas.

- Actividades molestas, insalubres y peligrosas.

- Directores de industrias y empresas.

- Plástico y moldes de inyección.

- Diseños de instrumentación y medida.

- Matricería y metal.

- Control numérico.

- Directores de fábricas de explosivos (reservado a Esp. ITI en Química Industrial).

- Grúas y vehículos pesados.

- Diseño de aparatos e instrumental de electromedicina y biomedicina.

- PLCs, control y programación.

- Seguridad contra incendios.

- Perito judicial.

- Construcción de piscinas.

- Hardware y software.

- Aparatos a presión.

- Seguridad en máquinas.

- Programación de ordenadores y sistemas programables en la industria.

- Robótica y sistemas inteligentes.

- Plantas de energía solar o eólica.

- Homologación de vehículos.

- Control con microprocesadores.

- Calor, frío y combustible.

- Peritaje de accidentes de tráfico.

- Organización industrial y de la producción.

- Diseño de circuitos electrónicos.

- Motores eléctricos o de combustión.

- Seguridad y alarmas.

- Infraestructuras comunes de telecomunicaciones (ICT).

- Licencias de apertura de locales y negocios.

- Tasación de maquinaria.

- Diseño de cadenas de montaje.

- Alta tensión (AT)(reservado a Esp. Eléctrica y Electrónica Industrial).

- Dibujo técnico y diseño asistido por ordenador (CAD).

- Proyectistas de obra (grupos b y c).

- Directores de obra (grupos b y c).

- Directores de ejecución de obras (grupos b y c).

- Delineación industrial y elaboración de planos técnicos.

- Metalurgia.

- Redacción de proyectos de ingeniería.

- Seguridad estructural.

- Control de calidad.

- Patentes, diseños y modelos de utilidad.

- Redacción de informes técnicos.

- Demolición de edificicaciones industriales.

- Seguridad y salud.

- Ordenanzas Municipales de carácter medioambiental o urbanístico.

- Certificación energética de edificios.

- Etc.

## Historia del título
La actual carrera es continuidad de la conocida históricamente como perito industrial. Hacia finales de la década de 1840 se creó la titulación de ingeniero industrial, cuyas funciones se concretaron mediante el Real Decreto del 4 de septiembre de 1850. A partir de 1904 se regularizó el proceso de oposiciones, según el Reglamento de abril de 1905.
La denominación de "Ingeniería Técnica Industrial" siempre ha sido tanto un título académico universitario, como un título Profesional. A partir de la implantación en España del Espacio Europeo de Educación Superior (EEES, más conocido por Bolonia), las denominaciones genéricas de los títulos académicos universitarios pasaron a denominarse: Grado, Máster y Doctor, dejando de coincidir el título académico universitario con el de la Profesión; posteriormente y mediante la Orden CIN/351/2009, de 9 de febrero (http://www.boe.es/boe/dias/2009/02/20/pdfs/BOE-A-2009-2893.pdf), se establecieron los requisitos de los planes de estudios conducentes a la obtención de los títulos de Grado que habilitan para el ejercicio de la Profesión de Ingeniero Técnico Industrial.
Por su parte, la constitución del Consejo General de Colegios de Peritos e Ingenieros Técnicos Industriales tiene sus orígenes en el Decreto de 22 de junio de 1956 (BOE de 22 de julio) por el que se autoriza la constitución de los Colegios de Peritos Industriales, lo que determina que por Orden de 16 de octubre de 1957 del Ministerio de Industria (BOE de 1 de marzo de 1958) se aprobasen los primeros Estatutos Generales de los Colegios de Peritos Industriales.